# 颱風納坦 (2016年)
颱風洛坦（英語：Typhoon Nock-ten，國際編號：1626，聯合颱風警報中心：WP302016，菲律賓大氣地球物理和天文服務管理局：Nina）為2016年太平洋颱風季第26個被命名的熱帶氣旋。此名稱由寮國提供，來自寮語，意指翠鳥。洛坦於12月下旬形成後急劇增強並直趨菲律賓，更以較原先預期更高的強度，在聖誕節當日橫掃菲律賓中部，成為有紀錄以來最晚達到相當於薩菲爾-辛普森颶風風力等級之「五級颱風」強度的西北太平洋熱帶氣旋。洛坦在菲律賓肆虐後移入南海中部，但強烈冬季季候風南下，結果不敵季候風而轉向西南並快速減弱。由於洛坦在菲律賓造成嚴重損失，所以已在第49次颱風委員會會議中被永久除名，新名稱由「軒嵐諾」取代。

## 發展過程

### 冬季再有風暴生成

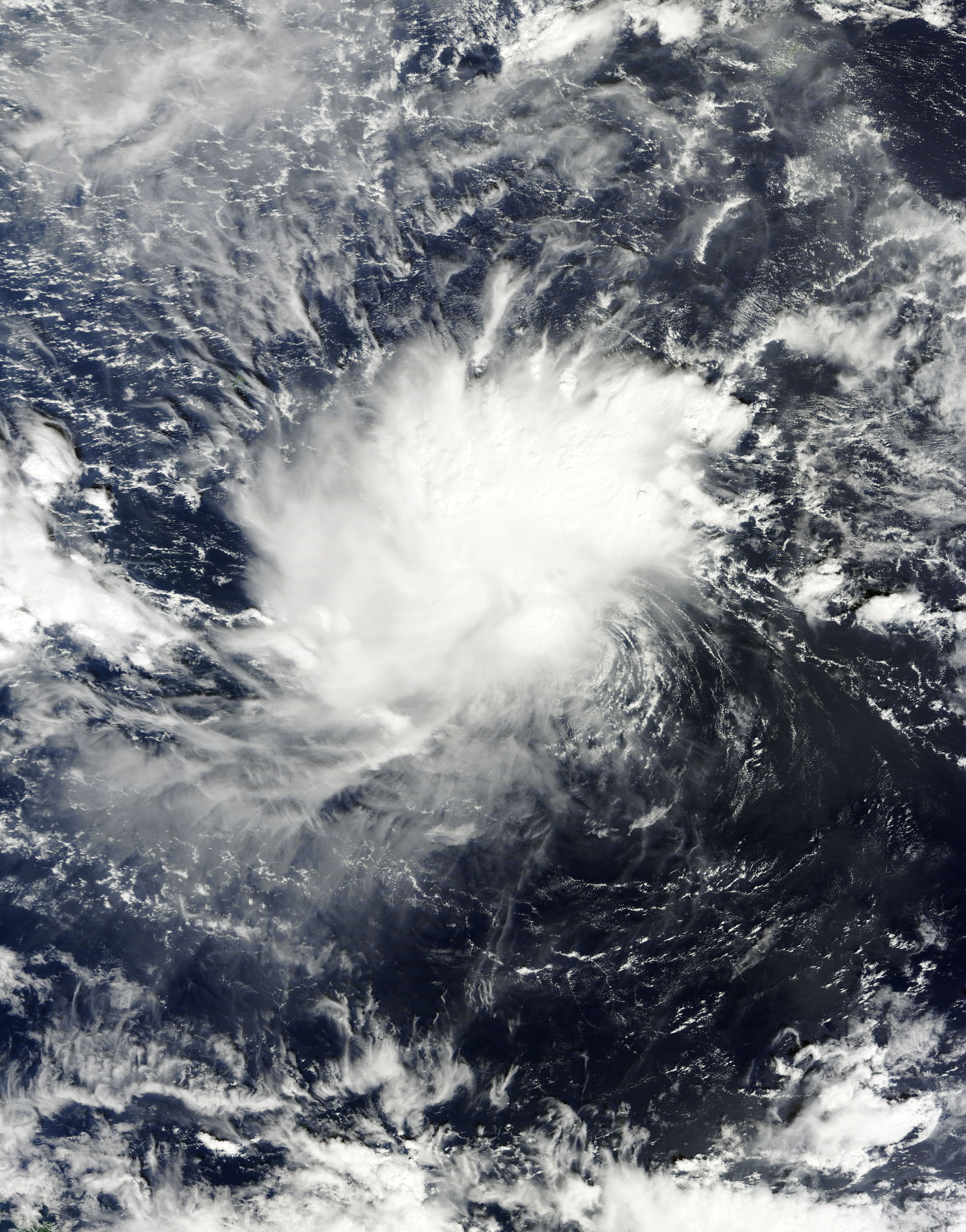
洛坦於12月21日剛增強為熱帶低氣壓時，低層環流中心東南象限仍局部外露。

踏入2016年冬季，一股東北季候風補充令熱帶輻合帶明顯減弱，然而一個低壓區於12月20日在菲律賓東方海域生成，美國海軍研究實驗室給予熱帶擾動編號92W。受到偏強的垂直風切變抑制，該系統組織鬆散，低層環流中心外露，對流向北切離，但炎熱海水有利該系統組織，聯合颱風警報中心在下午2時把其在24小時內形成為熱帶氣旋的機會評為「低」，而日本氣象廳率先在晚上9時把該系統升格為熱帶低氣壓，臺灣中央氣象局至21日上午8時亦作出此頂升格，聯合颱風警報中心在21日上午9時30分把評級提升為「中」，至上午11時再提升至「高」，並同步發出熱帶氣旋形成警報。因應系統對流變得活躍，聯合颱風警報中心在下午5時把該系統升為熱帶低氣壓，並給予熱帶氣旋編號30W ，日本氣象廳亦於22日凌晨3時把該系統升格為熱帶風暴，給予國際編號1626，並命名為洛坦，中國国家气象中心、聯合颱風警報中心分別於凌晨2時、清晨5時把洛坦升格為熱帶風暴，不過洛坦於清晨6時45分進入香港天文台責任範圍時，香港天文台只把其評為熱帶低氣壓，3小時後升格為熱帶風暴。電腦數值預報模式運算結果顯示，洛坦會逐漸增強至颱風下限，大致移向菲律賓一帶。

### 環境漸佳急劇增強
副熱帶高壓脊南面的東風氣流引領洛坦向西北移動；洛坦同時受惠於明顯緩和的垂直風切變，並有熱帶對流層上部槽強化高空輻散 ，再加上接近攝氐29度的海面溫度，使洛坦在晚上組成中心密集雲團，聯合颱風警報中心更指出一個細小的「針眼」在洛坦中心處形成 ，中國國家氣象中心、香港天文台和日本氣象廳分別於晚上8時、10時45分和23日凌晨3時洛坦升為強烈熱帶風暴。洛坦繼續受惠於良好環境，迅速而顯著加強，日本氣象廳、中國國家氣象中心、香港天文台和聯合颱風警報中心接連於下午3時、晚上8時、9時45分和11時把洛坦升為颱風，而中央氣象局於於晚上8時把洛坦升為中度颱風。電腦數值預報模式對洛坦橫過呂宋後的路徑分歧甚大，西至轉向襲泰國，東至直撲海南。中國國家氣象中心於24日凌晨5時將洛坦由颱風直接升格成為超強颱風，跳過強颱風級別，隨即香港天文台在7時45分把洛坦升為強颱風，再於12時45分升為超強颱風，而中央氣象局則於較早前的上午8時把洛坦升為強烈颱風。
聯合颱風警報中心亦於下午5時把洛坦升為超級颱風。中午洛坦的風眼曾一度變回一個較為模楜「雲塞風眼」，但晚上重新貫通。洛坦於當日下午至25日達到強度巔峰，聯合颱風警報中心在25日上午11時的警報評價洛坦於德沃夏克分析法「T指數」達到7，十分鐘最大持續風速評為每小時195公里，一分鐘最大持續風速更達每小時260公里，成為有紀錄以來最晚達到相當於薩菲爾-辛普森颶風風力等級之「五級颱風」強度的西北太平洋熱帶氣旋。數值預報模式對洛坦往後的路徑也漸趨一致，以轉向西南為主流。

### 移入南海減弱消散

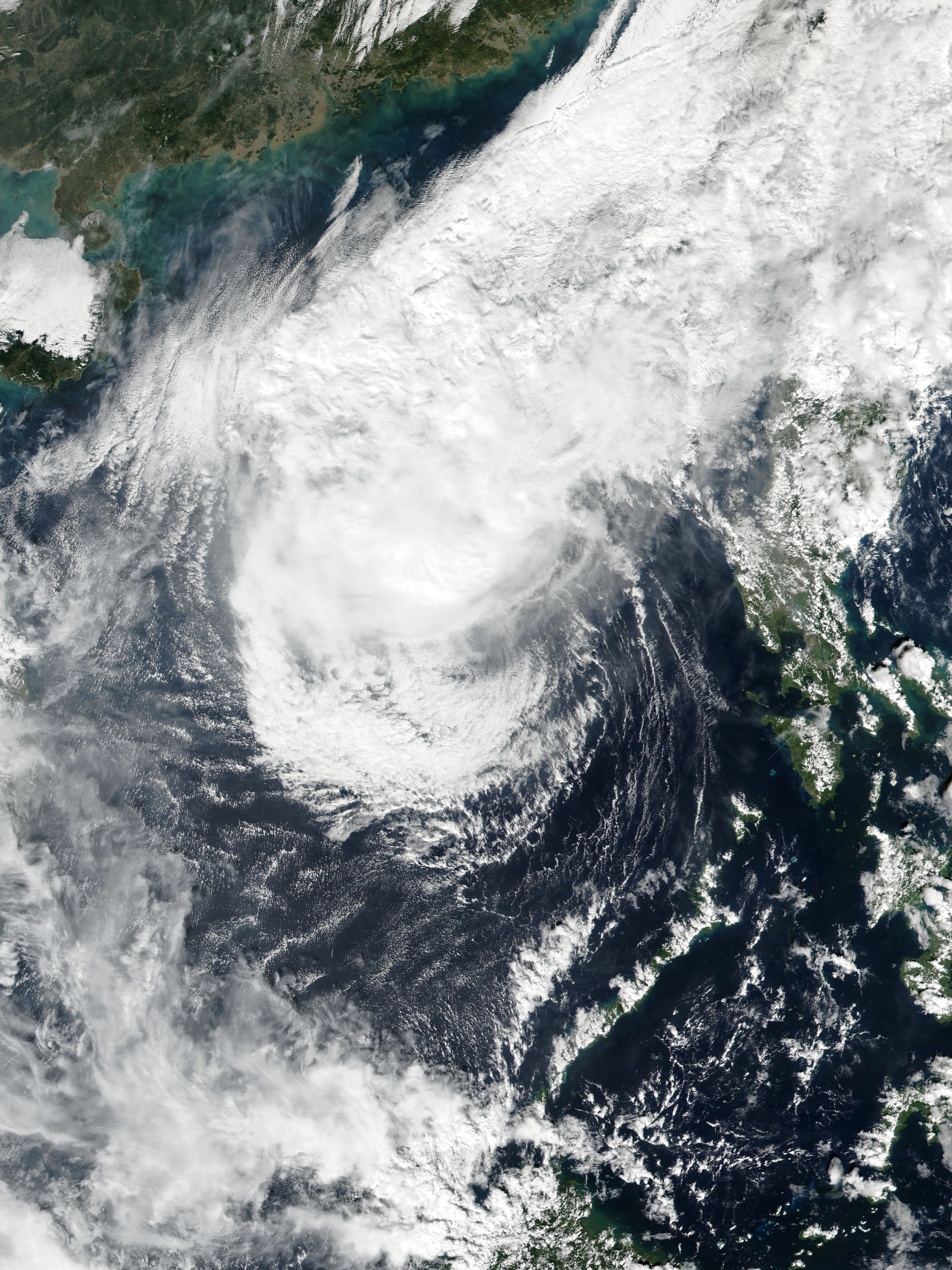
洛坦橫過菲律賓後遭受地形破壞，其雲帶與東北季候風相關的雲帶相連。

副熱帶高壓脊繼續引導洛坦以時速15公里逼近菲律賓，菲律賓大氣地球物理和天文服務管理局表示洛坦於25日下午6時30分在菲律賓卡坦端內斯島登陸，登陸後洛坦的結構遭受地形破壞，加上垂直風切變有所增強，洛坦的對流被切離到西南，風眼亦再次變回「雲塞風眼」，香港天文台、中國國家氣象中心分別於26日凌晨1時45分、凌晨2時把洛坦降回強颱風，中央氣象局亦於凌晨2時把洛坦降為中度颱風，而不設強颱風分級的聯合颱風警報中心於凌晨5時把洛坦降為颱風。洛坦在早上移入南中國海，恢復水氣供應，深層對流重新捲入中心，可是香港天文台、中國國家氣象中心仍然於中午12時45分、下午2時把洛坦降為颱風。洛坦捲入東北季候風的乾空氣，使其無法修復其環流，洛坦更被東北季候風推向西南，日本氣象廳、香港天文台和中國國家氣象中心分別在上午9時、9時45分及下午1時把洛坦降為強烈熱帶風暴，中央氣象局於下午2時把洛坦降為輕度颱風。下午洛坦的中心密集雲團瓦解，低層環流中心更有跡象開始暴露，聯合颱風警報中心、日本氣象廳、香港天文台和中國國家氣象中心於上午11時、下午5時、6時15分和8時把洛坦降為熱帶風暴。凌晨垂直風切變大幅增強，堵塞洛坦的極地方向流出，中央氣象局於28日凌晨2時把洛坦降為熱帶性低氣壓，中國國家氣象中心、日本氣象廳、香港天文台和聯合颱風警報中心亦分別於凌晨2時、3時、3時20分及5時作出此項降格，當時洛坦已失去所有對流，低層環流中心完全外露。中國國家氣象中心於上午8時對其停止編號；香港天文台於上午9時45分把洛坦降為低壓區；聯合颱風警報中心於凌晨5時對其發佈最後警報。此後洛坦的殘餘低氣壓繼續受到東北季候風的乾冷空氣和強烈的垂直風切變摧殘，香港天文台在28日下午2時的等壓線天氣圖顯示洛坦的殘餘減弱消散，日本氣象廳亦於晚上8時表示洛坦減弱消散。

### 事後調整
香港天文台在2017年1月6日公佈「2016年12月熱帶氣旋概述」，把洛坦的接近中心最高持續風速由每小時205公里稍微上調至每小時210公里。

## 影響

### 菲律賓
當地發出之最高風暴信號：四號風暴信號

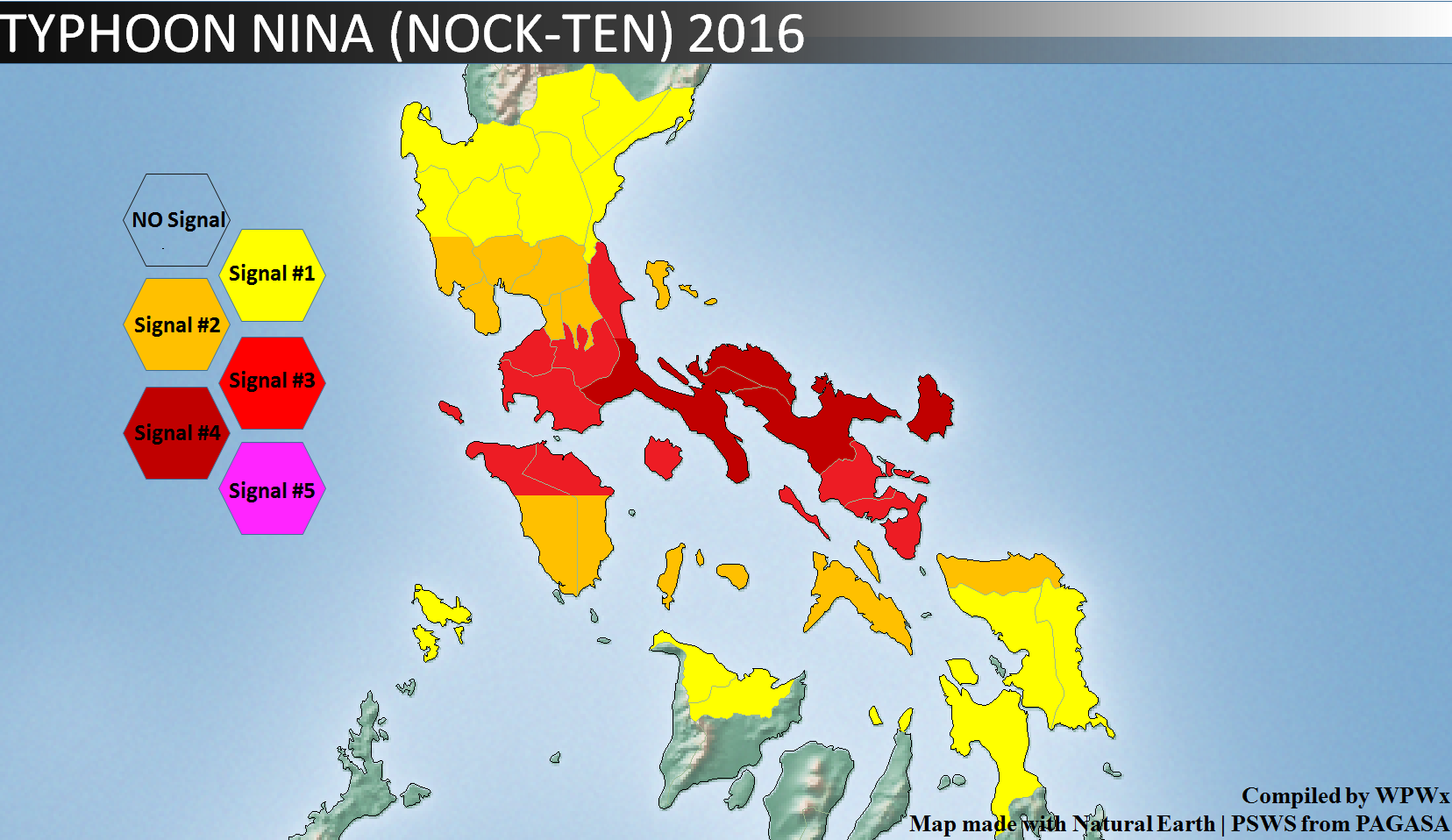
菲律賓各地發出最高風暴信號分布圖

菲律賓大氣地球物理和天文服務管理局在23日下午5時發出一號風暴信號， 一日後（24日下午5時）發出二號風暴信號， 再隔6小時後（當日下午11時）發出三號風暴信號。因應洛坦逐步逼近，當局更在25日上午11時（12小時後）發出四號風暴信號。菲律賓當局24日已下令地方政府協助受影響地區的居民安全撤離。洛坦於當地時間25日下午6時半登陸於卡坦端內斯島，是同年較早前的颱風海馬之後，侵襲菲律賓最強的颱風，上萬人撤離避難，當晚在比科爾區周圍的最大風速達到每小時185公里，陣風達到每小時255公里；隨後撤離人數增加至38萬人，在菲律賓北部的呂宋島登陸後，風雨強大，街上路樹和耶誕燈飾被吹得搖搖欲墜，五個省的電力和通訊中斷，最少6死、8人失蹤；有艘貨輪在馬尼拉外海翻覆，1死、18人失蹤；共造成最少7人死亡、26人失蹤。 因應洛坦遠離，菲律賓當局在26日凌晨5時，下午5時，晚上11時和27日凌晨5時逐步取消風暴信號。

### 中國大陸
當地發佈之最高颱風預警信號： 颱風藍色預警信號
中國國家氣象中心在26日早上6時對洛坦發出颱風藍色預警信號 ，當時洛坦集結在黃岩島之東南偏東約500公里。由於洛坦不敵東北季候風而轉向西南移動和快速減弱為熱帶低壓，颱風藍色預警信號維持兩日後，國家氣象中心在28日早上6時解除所有颱風預警信號，當時洛坦移至黃岩島之西南偏西約440公里。

## 名称退役
由于納坦在聖誕節造成嚴重損失。為此颱風委員會決定將「洛坦」除名，新名稱由「軒嵐諾」取代。

## 熱帶氣旋警告使用紀錄

### 菲律賓
| 菲律賓大氣地球物理和天文服務管理局 風暴信號 | 菲律賓大氣地球物理和天文服務管理局 風暴信號 | 菲律賓大氣地球物理和天文服務管理局 風暴信號 |
| ------------------------------------------- | ------------------------------------------- | ------------------------------------------- |
| 上一熱帶氣旋                                | 一號風暴信號                                | 下一熱帶氣旋                                |
| 強烈熱帶風暴蝎虎                            | 一號風暴信號                                | 熱帶低氣壓奧林                              |
| 強烈熱帶風暴蝎虎                            | 二號風暴信號                                | 颱風納沙                                    |
| 颱風海馬                                    | 三號風暴信號                                | 颱風山竹                                    |
| 颱風海馬                                    | 四號風暴信號                                | 颱風山竹                                    |

### 中國大陸
| 中國國家氣象中心 颱風預警信號 | 中國國家氣象中心 颱風預警信號 | 中國國家氣象中心 颱風預警信號 |
| ----------------------------- | ----------------------------- | ----------------------------- |
| 上一熱帶氣旋                  | 颱風藍色預警信號              | 下一熱帶氣旋                  |
| 強烈熱帶風暴蝎虎              | 颱風藍色預警信號              | 強熱帶風暴苗柏                |

## 外部連結
| 太平洋颱風季             |
| 主題頁 - 專題 - 編輯指南 |

- （英文）颱風2000：各氣象部門對洛坦的預測路徑集合 （页面存档备份，存于）
- （英文）美國太空總署：相關資料 （页面存档备份，存于）
- （日語）日本氣象廳：數位颱風網資料（日文版 （页面存档备份，存于）、英文版 （页面存档备份，存于））、1626最佳路徑數據（日文版 （页面存档备份，存于）、英文版 （页面存档备份，存于））、2016年熱帶氣旋最佳路徑圖（日文版 （页面存档备份，存于）、英文版 （页面存档备份，存于））、2016年熱帶氣旋最佳路徑數據 （页面存档备份，存于）、《2016年熱帶氣旋年刊》 （页面存档备份，存于）
- （英文）美國聯合颱風警報中心：30W最佳路徑數據 （页面存档备份，存于）、洛坦最佳路徑圖、《2016年熱帶氣旋年刊》 （页面存档备份，存于）
- （英文）美國海軍研究實驗室：30W檔案[]
- （简体中文）中國國家氣象中心：2016年熱帶氣旋最佳路徑數據 （页面存档备份，存于）
- （繁體中文）臺灣交通部中央氣象局：颱風資料庫——、最佳路徑圖
- （繁體中文）香港天文台：2016年12月熱帶氣旋概述 （页面存档备份，存于）、2016年12月天氣回顧 （页面存档备份，存于）、實時天氣稿（12月22日 （页面存档备份，存于）－23日 （页面存档备份，存于）－24日 （页面存档备份，存于）－25日 （页面存档备份，存于）－26日 （页面存档备份，存于）－27日 （页面存档备份，存于）－28日 （页面存档备份，存于））、《2016熱帶氣旋年刊》 （页面存档备份，存于）
- （英文）菲律賓大氣地球物理和天文管理局：熱帶氣旋發佈存檔 （页面存档备份，存于）、《2016年熱帶氣旋路徑年報》 （页面存档备份，存于）